# El-Hadji Ba
El-Hadji Ba (Párizs, Franciaország, 1993. március 5. –) francia születésű mauritániai válogatott labdarúgó, 2023 óta a spanyol Linense játékosa. Az U20-as francia korosztályos válogatottban is szerepelt.

## Pályafutása
2012. február 24-én csereként debütált a bajnokságban a Guingamp ellen. Debütálása előtt felmerült, hogy az angol Tottenham Hotspur-hoz igazol. 2013 nyarán az angol Sunderland AFC klubjához került, ahol az Angol labdarúgókupában a Carlisle United ellen góllal debütált.
2015. június 29-től 2017. február 1-jéig a Charlton Athletic FC, 2017. március 6-tól a norvég Stabæk Fotball csapat játékosa. Ezt követően öt évre visszatért Franciaországba, játszott a Sochaux, a Lens és a Guingamp csapataiban, majd a ciprusi Apóllon Lemeszú, és a spanyol Linense játékosa volt.

## Statisztika
| Csapat              | Szezon           | Bajnokság        | Bajnokság | Bajnokság | Kupa | Kupa  | Ligakupa | Ligakupa | Nemzetközi | Nemzetközi | Egyéb | Egyéb | Összesen | Összesen |
| Csapat              | Szezon           | Osztály          | P.        | Gólok     | P.   | Gólok | P.       | Gólok    | P.         | Gólok      | P.    | Gólok | P.       | Gólok    |
| ------------------- | ---------------- | ---------------- | --------- | --------- | ---- | ----- | -------- | -------- | ---------- | ---------- | ----- | ----- | -------- | -------- |
| Le Havre            | 2011–2012        | Ligue 2          | 1         | 0         | —    | —     | —        | —        | —          | —          | —     | —     | 1        | 0        |
| Le Havre            | 2012–2013        | Ligue 2          | 12        | 1         | 3    | 1     | 0        | 0        | —          | —          | —     | —     | 15       | 2        |
| Le Havre            | Összesen         | Összesen         | 13        | 1         | 3    | 1     | 0        | 0        | —          | —          | —     | —     | 16       | 2        |
| Sunderland          | 2013–2014        | Premier League   | 1         | 0         | 2    | 1     | 0        | 0        | —          | —          | —     | —     | 3        | 1        |
| Bastia (kölcsönben) | 2014–2015        | Ligue 1          | 7         | 0         | 0    | 0     | 0        | 0        | —          | —          | —     | —     | 7        | 0        |
| Charlton Athletic   | 2015–2016        | Championship     | 25        | 0         | 0    | 0     | 3        | 0        | —          | —          | —     | —     | 28       | 0        |
| Stabæk              | 2017             | Eliteserien      | 11        | 0         | 1    | 1     | —        | —        | —          | —          | —     | —     | 12       | 1        |
| Sochaux             | 2017–2018        | Ligue 2          | 21        | 0         | 3    | 0     | 1        | 0        | —          | —          | —     | —     | 25       | 0        |
| Lens                | 2018–2019        | Ligue 2          | 30        | 0         | 1    | 0     | 1        | 1        | —          | —          | —     | —     | 32       | 1        |
| Guingamp            | 2019–2020        | Ligue 2          | 7         | 0         | 0    | 0     | 0        | 0        | —          | —          | —     | —     | 7        | 0        |
| Guingamp            | 2020–2021        | Ligue 2          | 15        | 0         | 1    | 0     | 0        | 0        | —          | —          | —     | —     | 16       | 0        |
| Guingamp            | 2021–2022        | Ligue 2          | 26        | 2         | 3    | 0     | 0        | 0        | —          | —          | —     | —     | 29       | 2        |
| Guingamp            | Összesen         | Összesen         | 48        | 2         | 4    | 0     | 0        | 0        | —          | —          | —     | —     | 52       | 2        |
| Apóllon Lemeszú     | 2022–2023        | First Division   | 3         | 0         | 0    | 0     | —        | —        | 4          | 0          | 1     | 0     | 8        | 0        |
| Karrier összesen    | Karrier összesen | Karrier összesen | 159       | 3         | 14   | 1     | 5        | 1        | 4          | 0          | 1     | 0     | 183      | 7        |